# Стариков Микола Вікторович
Мико́ла Ві́кторович Ста́риков (нар. 23 серпня 1970, Ленінград) — російський політик, публіцист, письменник, суспільний діяч, блогер. Автор численних книг з економіки, нової і новітньої історії, які викликали неоднозначну реакцію в російських наукових колах. Один з лідерів руху «Антимайдан», який він заснував у 2015 році разом із російським байкером Олександром «Хірургом» Залдостановим та російським актором Михайлом Порєчєнковим.
Кандидат економічних наук. Комерційний директор ВАТ «Перший канал — Санкт-Петербург». Засновник та ідейний лідер суспільної організації Профспілки громадян Росії. Співзасновник та голова антиукраїнської російської націоналістичної партії «Партія Велика Вітчизна (ПВВ)». ПВВ було створено разом із засновником IT-компанії «Ашманов і партнери» Ігорем Ашмановим спочатку як «Нова Велика Росія», а у 2013 році офіційно зареєстровано як «Партія Велика Вітчизна».
У 2015 році внесений МКУ до переліку осіб, які створюють загрозу нацбезпеці України.

## Біографія

### Ранні роки
Народився 23 серпня 1970 року в місті Санкт-Петербург. В 1992 році закінчив Санкт-Петербурзький інженерно-економічний інститут (диплом інженера-економіста хімічної промисловості).
2002 року брав участь у виборах до Законодавчих зборів Санкт-Петербурга. За результатами голосування набрав 230 голосів (0,95 % від кількості учасників голосування) і депутатом не став. На момент висування працював заступником комерційного директора ЗАТ «Європа плюс Санкт-Петербург». На цей час працює комерційним директором петербурзької філії Першого каналу. Одружений, виховує двох доньок.
Знімався в документальних фільмах «ПарВус революції» та «Штурм Зимового. Спростування» як експерт.

### Політична діяльність
Засновник та ідейний лідер суспільної організації Профспілки громадян Росії.
Влітку 2012 року створив соціальну мережу «Інтернет-Ополчення», яка проголосила своєю метою боротьбу з лібералами, зрадниками і збоченцями, які по суті — одне і те ж. Організація закликала керівництво РФ позбавити учасниць группы Pussy Riot громадянства Російської Федерації, вислати їх із країни, з забороною на повернення назад. Також учасники руху надіслали в Твіттер губернатора Санкт-Петербурга Георгія Полтавченко безліч повідомлень з проханням заборонити гей-парад.
Виступає в ефірі радіостанцій та на публіці, читаючи лекції з історії в найбільших книгарнях Санкт-Петербурга.

## Ідеологія

### Росія
Прибічник консервативних поглядів, виступає противником лібералізму. Займає провладну позицію, підтримуючи В. В. Путіна. Підтримує інтеграційні процеси на території СНД, різко виступаючи проти будь-яких проявів сепаратизму. Виступає за збереження традиційних сімейних цінностей. Вважає, що громадян Російської Федерації не можна судити і тримати під вартою за межами РФ.
Підтримує точку зору, що Сталін відіграв значну позитивну роль у розвитку країни. Вважає, що він був отруєний при активній участі західних спецслужб.
Виступає проти вступу Росії до СОТ, проти введення у Росії ювенальної юстиції, за націоналізацію. Намагався ініціювати судове переслідування М. С. Горбачова за звинуваченням у розпаді СРСР.

М. В. Стариков про конспірологію:
Мені часто дорікають за пристрасть до конспірології. Але я завжди говорив і буду повторювати: мої книги мають до конспірології таке ж відношення, як астрономія до астрології.— 

### Україна
У 2015 році Стариков внесений МКУ до переліку осіб, які створюють загрозу нацбезпеці України.
У липні 2015 року деякі книги Старікова були заборонені до розповсюдження в Україні. Станом на 13 червня 2016 року, «Список видань антиукраїнського спрямування» складений Державним комітетом телебачення і радіомовлення України налічував 76 книг, з них дві книги Сергія Старікова.
Старіков є одним з лідерів руху «Антимайдан», який він заснував у 2015 році разом із російським байкером Олександром «Хірургом» Залдостановим та російським актором Михайлом Порєчєнковим.

4 жовтня 2022 Стариков у своєму твіттері написав: 
Закликаю раз і назавжди знищити всю інфраструктуру нацистської України. Зробивши це, ми врятуємо життя наших солдатів і життя мільйонів людей, які тільки-но стають громадянами нашої країни— 

## Санкції
З 15 січня 2023 року знаходиться під персональними санкціями України.

## Книги
| №  | Назва | Рік       | Видавець        | Кількість сторінок | Тираж                              |
| -- | --- | --------- | --------------- | ------------------ | ---------------------------------- |
| 1  | «Кто убил Российскую империю? Главная тайна ХХ века»                                                          | 2006      | М.: Яуза, Эксмо | 512                | 4 000 экз.                         |
| 1  | «Февраль 1917: революция или спецоперация?» (2 издание)                                                       | 2007      | М.: Яуза, Эксмо | 320                | 5 000 экз.                         |
| 1  | «1917. Не революция, а спецоперация!» (3 издание)                                                             | 2007      | М.: Яуза, Эксмо | 320                | 4 100 экз.                         |
| 1  | «1917. Разгадка русской революции» (4 издание)                                                                | 2008      | М.: Эксмо       | 416                | 5 000 экз.                         |
| 1  | «1917. Разгадка русской революции» (5 издание)                                                                |           | СПб.: Питер     | 416                | 3 000 экз.                         |
| 2  | «Мифы и правда о Гражданской войне. Кто добил Россию?»                                                        | 2006      | М.: Яуза, Эксмо | 512                | 4 000 экз.                         |
| 2  | «1917. Кто убил Россию» (2 издание)                                                                           | 2007      | М.: Яуза, Эксмо | 448                | 4 000 экз.                         |
| 2  | «Ликвидация России. Кто помог красным победить в Гражданской войне?» (3 издание), (+ аудиодиск, читает автор) | 2010 2012 | СПб.: Питер     | 384                | 5 000 экз. 3 000 экз. (доп. тираж) |
| 3  | «Преданная Россия. Наши „союзники“ от Бориса Годунова до Николая II»                                          | 2007      | М.: Яуза, Эксмо | 320                | 4 000 экз.                         |
| 3  | «Преданная Россия. Мифы и правда о наших „союзниках“» (2 издание)                                             | 2007      | М.: Яуза, Эксмо | 352                | 4 000 экз.                         |
| 3  | «Главный враг России. Всё зло приходит с Запада» (3 издание)                                                  | 2008      | М.: Яуза, Эксмо | 320                | 5 000 экз.                         |
| 3  | «Запад против России. Главный враг России» (4 издание)                                                        | 2009      | М.: Яуза, Эксмо | 320                | 4 000 экз.                         |
| 3  | «Как предавали Россию» (5 издание), (+ аудиодиск, читает автор)                                               | 2010      | СПб.: Питер     | 336                | 3 000 экз.                         |
| 4  | «От декабристов до моджахедов»                                                                                | 2008      | СПб.: Питер     | 288                | 2 700 экз.                         |
| 4  | «Кто финансирует развал России? От декабристов до моджахедов» (+ аудиодиск, читает автор)                     | 2010      | СПб.: Питер     | 288                | 3 500 экз.                         |
| 5  | «Кто заставил Гитлера напасть на Сталина»                                                                     | 2008      | СПб.: Питер     | 368                | 4 000 экз.                         |
| 5  | «Кто заставил Гитлера напасть на Сталина. Роковая ошибка Гитлера» (+ аудиодиск, читает автор)                 | 2009      | СПб.: Питер     | 368                | 3 000 экз.                         |
| 6  | «Шерше ля нефть. Почему наш Стабилизационный фонд находится там?»                                             | 2008      | СПб.: Питер     | 272                | 7 000 экз.                         |
| 7  | «Кризи$: Как это делается»                                                                                    | 2009      | СПб.: Питер     | 304                | 7 000 экз.                         |
| 7  | «Кризи$: Как это делается» (+ аудиодиск, читает автор)                                                        | 2011      | СПб.: Питер     | 304                | 1 000 экз. 5 000 экз. (доп. тираж) |
| 8  | «Спасение доллара — война»                                                                                    | 2010      | СПб.: Питер     | 256                | 10 000 экз. (доп. тираж)           |
| 9  | «Национализация рубля — путь к свободе России» (+ аудиодиск, читает автор)                                    | 2011      | СПб.: Питер     | 336                | 20 000 экз.                        |
| 10 | «Хаос и революции — оружие доллара»                                                                           | 2011      | СПб.: Питер     | 330                | 15 000 экз.                        |
| 11 | «Сталин. Вспоминаем вместе» (+ аудиодиск, читает автор)                                                       | 2012      | СПб.: Питер     | 416                | 20 000 экз.                        |
| 12 | «Геополитика: Как это делается»                                                                               | 2013      | СПб.: Питер     | 368                | 40 000 экз.                        |
| 13 | «Украина. Хаос и революция — оружие доллара»                                                                  | 2014      | СПб.: Питер     | 240                | 10 000 экз.                        |
| 14 | «Россия. Крым. История» (+ аудиодиск, читает автор)                                                           | 2014      | СПб.: Питер     | 252                | 30 000 экз.                        |
| 15 | «Власть» (+ аудиодиск, читает автор)                                                                          | 2015      | СПб.: Питер     | 320                | 5 000 экз.                         |
| 16 | «Лаконизмы. Политика. Власть. Общество»                                                                       | 2016      | СПб.: Питер     | 176                | 30 000 экз.                        |
| 17 | «Война. Чужими руками»                                                                                        | 2017      | М.: Яуза, Эксмо | 352                | 25 000 экз.                        |

## Переклади українською

### Презентація книги «Шукайте нафту» у Києві (2011)
Наприкінці березня 2011 року відбулася презентація українського перекладу книги «Шукайте нафту» у Міжрегіональній Академії Управління персоналом. Наприкінці зустрічі Старіков подарував Бібліотечно-інформаційному центру МАУП десять примірників книги з власним підписом.

### Презентація книги «Сталін. Згадуємо разом» у Києві (2013)
У березні 2013 року, Старіков представив український переклад книги «Сталін. Згадуємо разом» у Києві.
14 березня 2013 році у одному з київських книгарень «Читай-город» була запланована презентація книги Миколи Старикова «Сталін. Згадуємо разом». Звинувативши Старікова в антиукраїнській діяльності, презентацію зірвали активісти партії «Свобода» під керівництвом нардепа Андрія Іллєнка; відповідно, майже відразу після початку Старіков у супроводі двох охоронців покинув залу де планувалася презентація книги.. Старіков прокоментував зрив презентації 14 березня 2013 року у своєму блозі, зазначивши що «Партія „Свобода“ привернула до моєї книги „Сталін. Згадуємо разом“ таку увагу, яка абсолютно точно приведе до діаметрально протилежних результатів, ніж ті, які планували члени „Свободи“».
15 березні 2013 року відбулася презентація книги та зустріч з письменником у прес-центрі партії Віктора Медведчук «Український вибір».

### Список українських видань
- Ніколай Старіков. «Криза. Як це робиться». Переклад з російської: ?.Київ: Саммит-книга, 2009. 312 стор. ISBN 978-966-7889-37-1[34][35][36][37]
- Ніколай Старіков. «Шукайте нафту». Переклад з російської: ?. Київ: Самміт-книга. 2011. 285 стор. ISBN 978-966-7889-70-8[38][39]
- Ніколай Старіков. «Хто змусив Гітлера нападати на Сталіна?». Переклад з російської: ?. Київ: Самміт-книга. 2012. 368 стор. ISBN 978-966-7889-99-9[40]
- Ніколай Старіков. «Сталін. Згадуємо разом». Переклад з російської: ?. Київ: Самміт-книга. 2013. 424 стор. ISBN 978-617-661-043-4

## Інтерв'ю ЗМІ
- Николай Стариков: когда закончится кризис и кто его сделал — 23.03.2009 «Деловой Петербург»
- Николай Стариков: «США специально организовали кризис. Чтобы поставить на место Россию!» — 29.04.2009 — «Вкризис.ру»
- Николай Стариков: «Мы входим в новый виток геополитических битв» — 19.06.2009 — Газета «Слово»
- Николай Стариков: «Главный миф — демократия» — 30.09.2009 — Газета «Завтра»
- Арктик Си. Провокация — 04.09.09 — Газета «Волга»
- Николай Стариков: «Зачем завоевывать мир, если его можно купить?» — 13.09.2009 — Газета «Час пик»
- Кто «руководит» мировым кризисом? (он-лайн конференция) — 04.09.2009 — Газета «Аргументы и факты»

## Виступи по радіо і ТБ
- Русская политика (передача с Николаем Стариковым на Питер. ТВ) (рос.)
- Каталог видеолекций и интервью Николая Старикова (рос.)
- 200 лет вместе с Западом. Роль Англии и США в организации революций и переворотов в России. — 24.03.2009 — радио «Финам FM» (рос.)
- Гитлер — английский агент. Тайна Третьего рейха — 07.04.2009 — Радио «Финам FM» (рос.)
- Убийство Кеннеди и финансовый кризис — 16.06.2009 — Радио «Финам FM» (рос.)
- Ток-шоу Дмитрия Быкова — 12.12.2009 — Сити-FM (рос.)
- Николай Стариков — гость Вадима Тихомирова и Ольги Кокорекиной — Радио «Маяк» (рос.)
- Программа «Профилактика» — 18.08.2011 — ГТК "Телеканал «Россия» (рос.)
- Програма «Політ-Ринг» Ігор Гіркин vs Микола Стариков. Такі різні патріоти. Особливості патріотичної «кухні». — 22.01.2015 — «Нейромир-ТВ»